# HMCS Bittersweet (1940)
HMCS Bittersweet (K182) (с англ. — «Его Величества Канадский Корабль «Биттерсуит»», англ. Паслён сладко-горький) — корвет типа «Флауэр», служивший в Королевском военно-морском флоте Канады в годы Второй мировой войны. Назван в честь растения паслён. Нёс службу в составе Ньюфаундлендских и Центральноокеанских конвойных сил.

## Проект «Флауэр»

### Общее описание
Корветы типа «Флауэр», состоявшие на вооружении Королевского ВМФ Канады во время Второй мировой войны (такие, как «Баттлфорд»), отличались от более ранних и традиционных корветов с днищевыми колонками. Французы использовали наименование «корвет» для обозначения небольших боевых кораблей; некоторое время британский флот также использовал этот термин вплоть до 1877 года. В 1930-е годы, в канун войны, Уинстон Черчилль добился восстановления класса «корвет», предложив называть так маленькие корабли сопровождения, схожие с китобойными судами. Новому типу корветов было присвоено название «Флауэр»; корветам, как следовало из наименования этого типа, присваивали имена цветов.
Корветы, принятые на вооружение Королевским военно-морским флотом Канады, были названы преимущественно в честь канадских местечек, жители которых участвовали в строительстве кораблей. Эту идею отстаивал адмирал Перси Уокер Неллз. Компании, финансировавшие строительство, как правило, были связаны с местечками, в честь которых был назван каждый корвет. Корветы британского флота занимались сопровождением в открытом море, корветы канадского флота — береговой охраной (играя преимущественно вспомогательную роль) и разминированием. Позже канадские корветы были доработаны так, чтобы нести службу и в открытом море.

### Технические характеристики
Корветы типа «Флауэр» имели следующие главные размерения: длина — 62,5 м, ширина — 10 м, осадка — 3,5 м. Водоизмещение составляло 950 т. Основу энергетической установки составляла 4-тактная паровая машина тройного расширения и два котла мощностью 2750 л.с. (огнетрубные котлы Scotch у корветов программы 1939—1940 годов и водотрубные у корветов программы 1940—1941 годов). Тип «Флауэр» мог развивать скорость до 16 узлов, его автономность составляла 3500 морских миль при 12 узлах, а экипаж варьировался от 85 (программа 1939—1940 годов) до 95 человек (программа 1940—1941 годов).
Главным орудием корветов типа «Флауэр» было 102-мм морское орудие Mk IX. Зенитное вооружение состояло из спаренных 12,7-мм пулемётов Vickers и 7,7-мм пулемётов Lewis, позже заменённых на сдвоенные 20-мм пушки «Эрликон» и одиночные 40-мм орудия Mk VIII. В качестве противолодочного оружия использовались бомбосбрасыватели Mk II. Роль радиолокационного оборудования играли радары типа SW1C или 2C, которые по ходу войны были заменены на радары типа 271 для наземного и воздушного обнаружения, а также радары типа SW2C или 2CP для предупреждения о воздушной тревоге. В качестве сонаров использовались гидроакустические станции типа 123A, позже заменённые на типы 127 DV и 145.

## Строительство
«Биттерсуит» заказан 22 января 1940 года в рамках программы строительства корветов типа «Флауэр» на 1939 и 1940 годы. Заложен 17 апреля 1940 года компанией «Marine Industries Ltd.» в Сореле, Квебек. Спущен на воду 12 сентября 1940 года, принят в состав КВМС Великобритании 23 января 1941 года. 15 мая 1941 года в составе партии из 10 корветов передан КВМФ Канады. От других корветов своего типа он отличался отсутствием оборудования для траления мин. Трижды вставал на ремонт: в декабре 1941 года в Чарльстоне (штат Южная Каролина, США) до февраля 1942 года; в октябре—ноябре 1943 года в Балтиморе (штат Мэриленд, США; расширен бак) и до февраля 1945 года в Пикту (провинция Новая Шотландия, Канада).

## Служба во время войны
Во время пребывания в составе КВМС Великобритании корвет «Биттерсуит» находился на стоянке в Тобермори, заходил в Тайн для покраски и ремонта. 15 мая 1941 года передан канадскому флоту, с июня в составе Ньюфаундлендских конвойных сил, до декабря 1941 года занимался эскортом конвоев через океан. В марте 1942 года вошёл в состав Центральноокеанских конвойных сил, в их составе нёс службу до октября 1943 года. После ремонта возобновил участие в операциях по сопровождениям конвоев, последний выход в море в рамках подобных операций совершил в октябре 1944 года. С февраля по апрель 1945 года нёс службу в Галифакских конвойных силах, после переведён в Сиднейские конвойные силы, в составе которых находился до конца войны.

### Трансатлантические конвои
| Конвой | Эскортная группа | Дата                       | Примечания                           |
| ------ | ---------------- | -------------------------- | ------------------------------------ |
| HX 140 |                  | 22 июля—2 августа 1941     | Из Ньюфаундленда в Исландию          |
| ON 4   |                  | 11—18 августа 1941         | Из Исландии в Ньюфаундленд           |
| HX 148 |                  | 7—10 сентября 1941         | Из Ньюфаундленда в Исландию          |
| SC 45  |                  | 21—30 сентября 1941        | Из Ньюфаундленда в Исландию          |
| ON 21  |                  | 5—11 октября 1941          | Из Исландии в Ньюфаундленд           |
| SC 50  |                  | 19—31 октября 1941         | Из Ньюфаундленда в Исландию          |
| ON 32  |                  | 6—14 ноября 1941           | Из Исландии в Ньюфаундленд           |
| SC 56  |                  | 24 ноября—6 декабря 1941   | Из Ньюфаундленда в Исландию          |
| HX 178 |                  | 3—6 марта 1942             | Из Ньюфаундленда в Северную Ирландию |
| ON 79  |                  | 24 марта—3 апреля 1942     | Из Северной Ирландии в Ньюфаундленд  |
| HX 185 | MOEF, группа A3  | 18—26 апреля 1942          | Из Ньюфаундленда в Северную Ирландию |
| ON 92  | MOEF, группа A3  | 7—18 мая 1942              | Из Северной Ирландии в Ньюфаундленд  |
| SC 85  | MOEF, группа C4  | 31 мая—2 июня 1942         | Из Ньюфаундленда в Северную Ирландию |
| ON 102 | MOEF, группа A3  | 21—25 июня 1942            | Из Северной Ирландии в Ньюфаундленд  |
| HX 196 | MOEF, группа A3  | 2–10 июля 1942             | Из Ньюфаундленда в Северную Ирландию |
| ON 114 | MOEF, группа A3  | 20–30 июля 1942            | Из Северной Ирландии в Ньюфаундленд  |
| SC 95  | MOEF, группа A3  | 8–18 августа 1942          | Из Ньюфаундленда в Северную Ирландию |
| ON 125 | MOEF, группа A3  | 29 августа–7 сентября 1942 | Из Северной Ирландии в Ньюфаундленд  |
| SC 100 | MOEF, группа A3  | 16–28 сентября 1942        | Из Ньюфаундленда в Северную Ирландию |
| ON 135 | MOEF, группа A3  | 3—15 октября 1942          | Из Северной Ирландии в Ньюфаундленд  |
| HX 212 | MOEF, группа A3  | 5—14 января 1943           | Из Ньюфаундленда в Северную Ирландию |
| ON 163 | MOEF, группа C3  | 25 января—6 февраля 1943   | Из Северной Ирландии в Ньюфаундленд  |
| HX 226 | MOEF, группа C3  | 14—23 февраля 1943         | Из Ньюфаундленда в Северную Ирландию |
| ON 172 | MOEF, группа C3  | 10—21 марта 1943           | Из Северной Ирландии в Ньюфаундленд  |
| SC 124 | MOEF, группа C3  | 28 марта—8 апреля 1943     | Из Ньюфаундленда в Северную Ирландию |
| ON 180 | MOEF, группа C3  | 25 апреля—7 мая 1943       | Из Северной Ирландии в Ньюфаундленд  |
| HX 238 | MOEF, группа C3  | 13—21 мая 1943             | Из Ньюфаундленда в Северную Ирландию |
| ON 187 |                  | 2—10 июня 1943             | Из Северной Ирландии в Ньюфаундленд  |
| HX 244 |                  | 20—29 июня 1943            | Из Ньюфаундленда в Северную Ирландию |
| ON 192 |                  | 10—18 июля 1943            | Из Северной Ирландии в Ньюфаундленд  |
| HX 249 |                  | 29 июля—5 августа 1943     | Из Ньюфаундленда в Северную Ирландию |
| ONS 16 |                  | 21—29 августа 1943         | Из Северной Ирландии в Ньюфаундленд  |
| SC 150 |                  | 3—14 июня 1944             | Из Ньюфаундленда в Северную Ирландию |
| ONS 32 |                  | 22 января—11 февраля 1944  | Из Северной Ирландии в Ньюфаундленд  |
| HX 279 |                  | 17—28 февраля 1944         | Из Ньюфаундленда в Северную Ирландию |
| ON 227 |                  | 9—17 марта 1944            | Из Северной Ирландии в Ньюфаундленд  |
| HX 284 |                  | 26 марта—5 апреля 1944     | Из Ньюфаундленда в Северную Ирландию |
| ON 232 |                  | 14—23 апреля 1944          | Из Северной Ирландии в Ньюфаундленд  |
| HX 289 |                  | 3—13 мая 1944              | Из Ньюфаундленда в Северную Ирландию |
| ON 237 |                  | 20—29 мая 1944             | Из Северной Ирландии в Ньюфаундленд  |
| HX 294 |                  | 9—19 июня 1944             | Из Ньюфаундленда в Северную Ирландию |
| ON 242 |                  | 25 июня—5 июля 1944        | Из Северной Ирландии в Ньюфаундленд  |
| HX 299 |                  | 16—23 июля 1944            | Из Ньюфаундленда в Северную Ирландию |
| ON 247 |                  | 3—10 августа 1944          | Из Северной Ирландии в Ньюфаундленд  |
| HX 304 |                  | 23 августа—1 сентября 1944 | Из Ньюфаундленда в Северную Ирландию |
| ON 253 |                  | 14—25 сентября 1944        | Из Северной Ирландии в Ньюфаундленд  |
| HX 311 |                  | 3—12 октября 1944          | Из Ньюфаундленда в Северную Ирландию |
| ON 262 |                  | 26 октября—7 ноября 1944   | Из Северной Ирландии в Ньюфаундленд  |
| ON 298 | WLEF             | 3—5 мая 1945               | Из Ньюфаундленда в Галифакс          |
| ON 299 | WLEF             | 9—10 мая 1945              | Из Ньюфаундленда в Галифакс          |
| ON 300 | WLEF             | 14—15 мая 1945             | Из Ньюфаундленда в Галифакс          |

## Послевоенные годы
22 июня 1945 года «Биттерсуит» был возвращён британскому флоту в Абердине. В 1950 году был разрезан на металл в Росайте.

## Командиры
С момента принятия корвета «Биттерсуит» в состав КВМФ Канады и до завершения боевых действий Второй мировой войны в Европе корветом командовали следующие офицеры:
| Воинское звание     | Имя командира                | Оригинал имени                 | Начало службы   | Конец службы   |
| ------------------- | ---------------------------- | ------------------------------ | --------------- | -------------- |
| Лейтенант-коммандер | Джон Эндрю Вудс              | John Andrew Woods              | 23 июня 1941    | 30 ноября 1942 |
| Лейтенант           | Фредерик Банкрофт Брукс-Хилл | Frederick Bancroft Brooks-Hill | 1 декабря 1942  | 9 июля 1944    |
| Лейтенант           | Фредерик Уилсон Богардус     | Frederick Wilson Bogardus      | 10 июля 1944    | 7 декабря 1944 |
| Шкиппер-лейтенант   | Фредерик Чалмерс Смит        | Frederick Chalmers Smith       | 17 декабря 1944 | 22 июня 1945   |

## Комментарии
1. ↑  По другим данным — лейтенант-коммандер[17]